# 2016年加利福尼亞州57號提案
57號提案（英語：Proposition 57，專有名詞縮寫），是美國加利福尼亞州於2016年11月8日通過的一次公投，提案訴求允許表現正常的非暴力重罪犯能提前獲得假釋出獄機會；少年法庭對於審理未滿14歲青少年犯罪事實時，可由法官認定犯罪事實是否適用成年人處罰條例而非檢察官認定犯罪事實是否適用成年人處罰條例。

## 關聯條目
- 2000年加利福尼亚州21号提案
- 2012年加利福尼亚州36号提案
- 2014年加利福尼亚州47号提案
- 2020年加利福尼亞州20號提案
- 2024年加利福尼亞州36號提案